# Ludwig Philipp Thümmig
Ludwig Philipp Thümmig (* 12. Mai 1697 in Helmbrechts; † 15. April 1728 in Kassel) war ein deutscher Professor der Philosophie und Anhänger von Christian Wolff.

## Leben
Ludwig Philipp Thümmig war der Sohn von Georg Peter Thümmig, dem Pfarrer von Helmbrechts und späteren Subdiakonus von Kulmbach. Seine Ausbildung erhielt er auf dem Lyceum zu Kulmbach, der Fürstenschule in Heilsbronn sowie ab 1717 auf der Universität Halle. Er besuchte dort Vorlesungen an der Philosophischen Fakultät, insbesondere zur Mathematik und Physik, wobei er die Aufmerksamkeit des Universalgelehrten Christian Wolff auf sich zog, durch dessen Förderung er zum ordentlichen Professor aufstieg sowie 1721 auswärtiges Mitglied in der Königlich Preußischen Sozietät der Wissenschaften wurde. Als Wolff 1723 auf Erlass des preußischen Königs Friedrich Wilhelms I. die Universität Halle innerhalb von 48 Stunden verlassen musste und nach Marburg flüchtete, folgte Thümmig seinem Lehrmeister und erhielt auf dessen Empfehlung 1724 eine Professur für Philosophie am Collegium Carolinum zu Kassel.
Seine rege schriftstellerische Tätigkeit gipfelte in der zweibändigen Darstellung der Lehren Christian Wolffs unter dem Titel „Institutiones philosophiae Wolfianae“. Thümmig starb im Alter von 30 Jahren in Kassel.

## Werke (Auswahl)
- (anonym): Eines Liebhabers der Weltweißheit Unpartheyisches Sentiment von M. Daniel Strählers Prüfung der Gedancken des Herrn Hoff-Rath Wolffens von Gott, der Welt und der Seele des Menschen. Leipzig 1723 (GoogleBooks).
- Versuch einer gründlichen Erläuterung der merckwürdigsten Begebenheiten in der Natur, wodurch man zur innersten Erkenntnis derselben geführet wird. (4 Stücke) Halle 1723. Reprint der Erstausgabe: Hildesheim, Zürich, New York 1999 (= Christian Wolff: Gesammelte Werke. Abt. III: Materialien und Dokumente, Bd. 54), ISBN 3-487-10804-6.
  - Neue Auflage, von denen vielfältigen Druckfehlern der vorhergehenden befreyet und mit einigen Anmerckungen vermehret. Nebst einer Vorrede Herrn Regierungs-Rath Wolffens. Marburg 1735 (Digitalisat).
- Institutiones philosophiae Wolfianae. Frankfurt 1725–1726 u.ö. Reprint der Erstausgabe: Hildesheim, Zürich, New York 1982 (= Christian Wolff: Gesammelte Werke. Abt. III: Materialien und Dokumente, Bd. 19) (Erster Band bei GoogleBooks).
  - Editio nova. Frankfurt und Leipzig 1740–1746 (Erster Band, Zweiter Band).